# Distretto urbano di Masasi
Il distretto urbano di  Masasi è un distretto della Tanzania situato nella regione di Mtwara. È suddiviso in 12 circoscrizioni (wards) e conta una popolazione di 102 696 abitanti (censimento 2012).
Elenco delle circoscrizioni: 
- Jida
- Marika
- Migongo
- Mkomaindo
- Mkuti
- Mpindimbi
- Mtandi
- Mwenge
- Mwenge Mtapika
- Nyasa
- Sululu
- Temeke